# Concurso Internacional de Canto Neue Stimmen

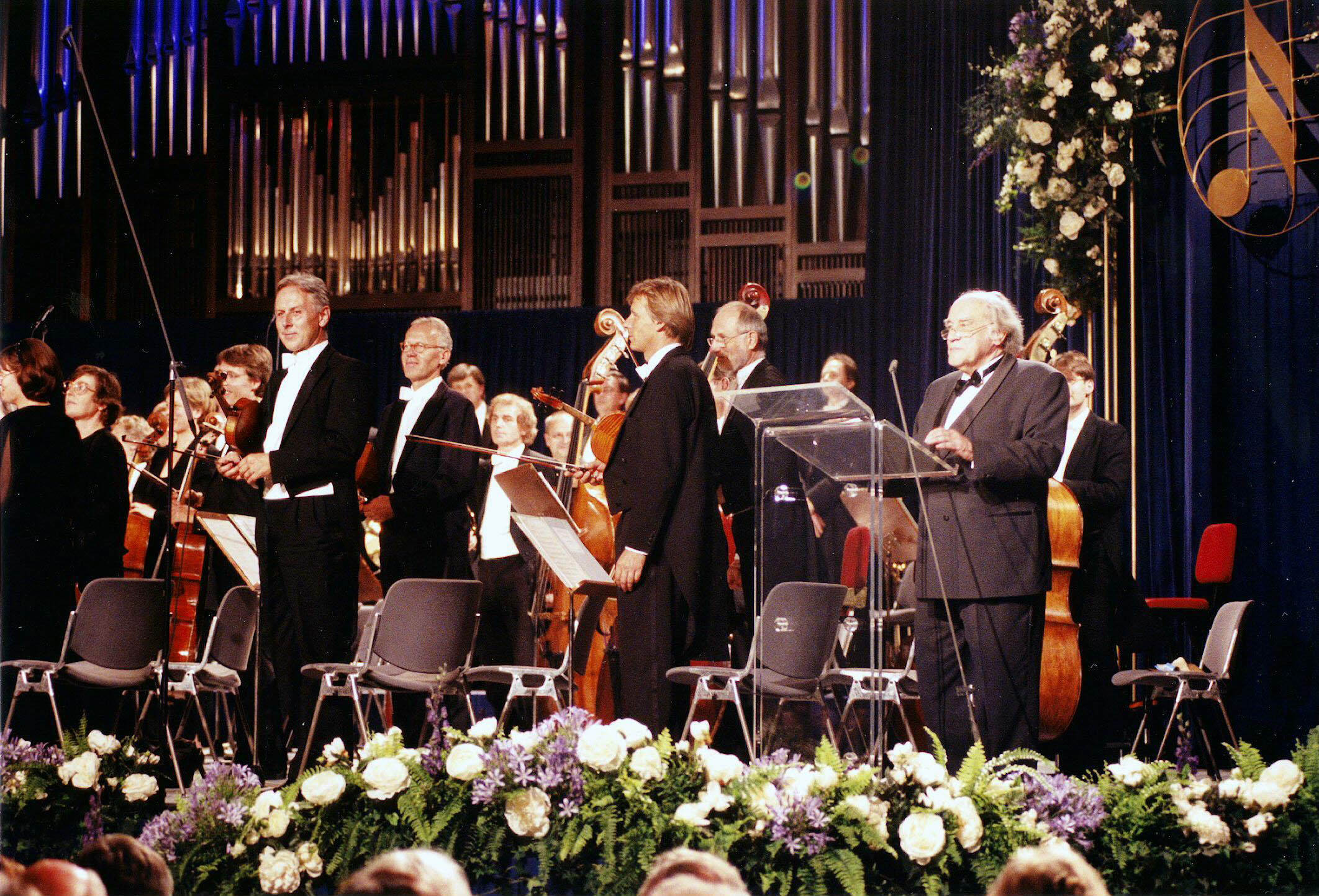
Discurso de August Everding en el Neue Stimmen 1997

Neue Stimmen (nuevas voces) es un concurso de canto internacional cuya final se celebra en Gütersloh, Renania del Norte-Westfalia, Alemania. Lo creó Liz Mohn en 1987 y lo hizo realidad con la ayuda de August Everding. Su objetivo es promocionar a las nuevas generaciones de cantantes es de ópera. Hoy en día, este concurso se considera una forja de talentos en el mundo de la ópera. El organizador de Neue Stimmen fue la Bertelsmann Stiftung, una organización sin ánimo de lucro cuyo jurado preside Dominique Meyer.

## Historia
En los años 80, encontrar nuevas generaciones para la ópera era más difícil que hoy. Por ese motivo, Liz Mohn generó un concurso de canto internacional para traer a Alemania a los talentos más prometedores. Todo surgió por una conversación con el prestigioso director Herbert von Karajan. El estupendo administrador August Everding ayudó a Liz Mohn a hacerlo realidad.
El primer concurso de canto se celebró en octubre de 1987. El organizador fue la Bertelsmann Stiftung. Esta fue fundada en 1977 por el empresario mediático Reinhard Mohn, esposo de Liz Mohn, para agrupar actividades de compromiso social y cultural. A partir de 1986, Liz Mohn fue miembro del consejo consultivo de esta fundación sita en Gütersloh y en él fue asumiendo paulatinamente funciones cada vez más importantes.
Al principio, en Neue Stimmen solo podían participar artistas formados en Europa. Desde los comienzos, hubo representantes de Europa del Este y los Estados Unidos. En los años 90 se añadieron cada vez más cantantes internacionales. De esta forma, Neue Stimmen desarrolló su carácter de "concurso internacional de canto" y obtuvo un reconocimiento mundial.

## El concurso
Los primeros años, el concurso internacional de canto Neue Stimmen se celebraba cada año y, a partir de 1991, cada dos años. En 1997 se inició el primer curso magistral que desde entonces se realiza entre los concursos. En 2012 se añadieron las clases magistrales de melodía.
Los requisitos para la participación en el concurso incluían que los cantantes estuvieran matriculados en un conservatorio homologado y ya hubiesen estudiado o interpretado papeles. Además, no podían superar la edad límite de 30 años.
El jurado de Neue Stimmen está compuesto por profesionales experimentados del mundo de la ópera y la música. Primero clasifican a los mejores concursantes en preselecciones mundiales. Por último, estos actúan unos contra otros en el concierto final con acompañamiento orquestal en Gütersloh.